# بحرايا
بحرايا هي قرية سورية تابعة لناحية مركز تلدو في ريف الغربي لمحافظة حمص جنوب قرية جرنايا.